# Peter Lindbäck
Peter Lindbäck, finski politik, * 14. junij 1955, Helsinki
Rodil se je leta 1955 in leta 1981 diplomiral iz prava na Univerzi v Helsinkih. 5. marca 1999 je bil imenovan na mesto guvernerja Alandskih otokov.